# Chuck E. Cheese
Chuck E. Cheese é uma rede de restaurantes familiares americanos e a principal marca da CEC Restaurant, Inc. com sede em Irving, Texas. Os restaurantes servem pizza e outros itens do menu, além de contarem com jogos de fliperama e espetáculos animatrônicos como fonte de entretenimento familiar. O nome da rede é derivado da sua personagem principal e mascote, Chuck E. Cheese .
O primeiro restaurante foi inaugurado em San Jose, Califórnia, como" Chuck E. Cheese's Pizza Time Theatre", em 17 de maio de 1977. O conceito foi criado pelo cofundador da Atari, Nolan Bushnell, um pioneiro na indústria dos videojogos. O Pizza Time Theatre foi o primeiro restaurante familiar a integrar o conceito de comida e fliperama com entretenimento animado. Após apresentar um pedido de insolvência em março de 1984, a rede foi adquirida pela Brock Hotel Corp., empresa-mãe do concorrente ShowBiz Pizza Place em maio de 1985, formando ShowBiz Pizza Time, Inc. Em 1990, a empresa começou a unificar as duas marcas, renomeando cada restaurante para Chuck E. Cheese's Pizza. Em 1994, o nome foi encurtado para Chuck E. Cheese's, e ShowBiz Pizza Time, Inc. tornou-se CEC Entertainment, Inc. em 1998.  Em 2019, o nome dos restaurantes foi ainda mais abreviado para Chuck E. Cheese . Em junho de 2020, a CEC Entertainment possuía 541 estabelecimentos Chuck E. Cheese em 47 estados dos EUA, quatro províncias canadenses, Guam e Porto Rico .
A pandemia COVID-19 colocou uma pressão financeira significativa na empresa, e a CEC Entertainment apresentou voluntariamente um pedido de falência ao abrigo do Capítulo 11 no Distrito Sul do Texas em 25 de junho de 2020. O anúncio foi coordenado com 47 estados e 16 países, incluindo os Estados Unidos, Canadá, México, Chile, Arábia Saudita, Emirados Árabes Unidos e Índia.

## História

### Fundação

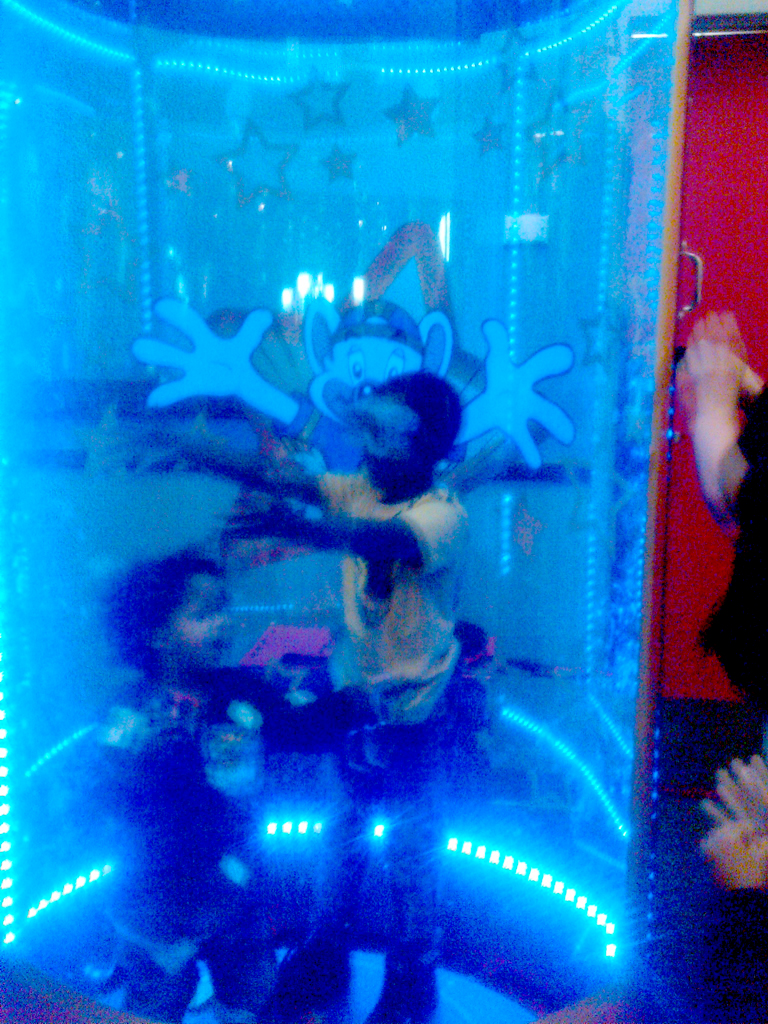
Duas crianças no Ticket Blaster, onde crianças em festas de aniversário podem colecionar o máximo de bilhetes que conseguirem antes que o tempo acabe

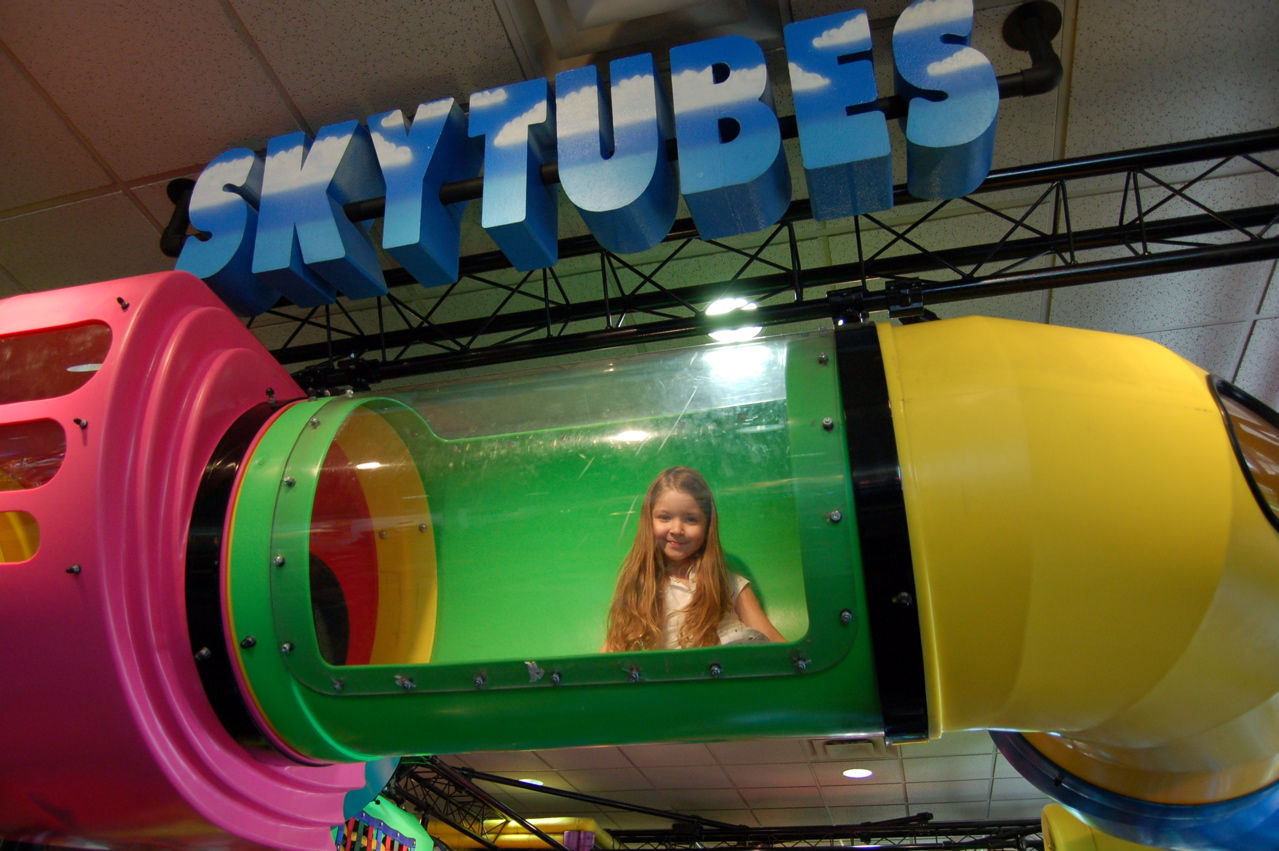
Uma garota brincando na área de recreação SkyTubes, agora removida

O Pizza Time Theatre de Chuck E. Cheese foi fundado pelo fundador da Atari, Nolan Bushnell, que procurava transformar os fliperamas, tradicionais locais para adultos, para locais frequentados por famílias. A sua experiência na indústria de parques de diversões e o seu amor pelo Country Bear Jamboree da Disneylândia influenciaram o seu conceito para o Pizza Time Theatre. Ele disse: "Era meu projeto favorito . . . Escolhi pizza por causa do tempo de espera e do cronograma de construção - muito poucos componentes e poucas maneiras de estragar tudo." Quando o seu primeiro show animatrônico estava a ser montado, Bushnell descobriu que o fato que comprou para a sua personagem principal, um coiote, era na verdade de um roedor, o que o levou a sugerir a mudança do nome do estabelecimento de "Coyote Pizza" para "Rick Rat's Pizza". A sua equipa de marketing acreditava que um rato não seria apropriado para famílias e propôs "Chuck E. Cheese", e esse se tornou o seu nome.
O primeiro Pizza Time Theatre de Chuck E. Cheese foi inaugurado em San Jose, Califórnia, em 1977. Em 1978, quando a Warner Communications, empresa mãe da Atari na época, se recusou a abrir outros estabelecimentos, Bushnell comprou os direitos do conceito e das personagens da Warner por US $ 500.000. Gene Landrum demitiu-se da Atari e foi nomeado presidente e diretor de operações dos restaurantes. No final de 1979, havia sete Pizza Time Theatres, todos na Califórnia. Os seus animatrônicos eram produzidos totalmente internamente por funcionários da PTT.

### ShowBiz Pizza Place
Para expandir para lá da Califórnia e da costa oeste, Bushnell começou a franquia, resultando num acordo de co-desenvolvimento entre ele e Robert Brock. da Topeka Inn Management, em junho de 1979. O acordo concedeu a Brock os direitos exclusivos de franquia para a abertura de Pizza Time Theatres em dezesseis estados do sul e do meio-oeste dos Estados Unidos, enquanto formava uma subdivisão da empresa, "Pizza Show Biz", para desenvolver os Pizza Time Theatres.
Em finais de 1979, Brock conheceu Aaron Fechter da Creative Engineering, Inc. e o seu trabalho em animatrônicos. Em novembro de 1979, ele examinou os negócios de Fechter e concluiu que os animatrônicos da Creative Engineering seriam uma competição muito forte para o trabalho de Bushnell. Brock, portanto, solicitou que Bushnell o retirasse do seu acordo de co-desenvolvimento, preferindo desenvolver com Fechter. Em dezembro de 1979, Brock e Fechter formaram a ShowBiz Pizza Place Inc., e Brock avisou para romper o seu relacionamento de desenvolvimento com Bushnell. O ShowBiz Pizza Place era conceitualmente idêntico ao Pizza Time Theatre em todos os aspectos, exceto na animação, que seria fornecida pela Creative Engineering.  ShowBiz Pizza Place abriu a sua primeira loja em 3 de março de 1980, em Kansas City, Missouri.
Após a abertura do ShowBiz Pizza Place, Bushnell processou Brock e Topeka Inn Management por quebra contratual. Brock imediatamente abriu um contra-processo contra Bushnell, citando falsas declarações.  O caso no tribunal começou em março de 1980, terminando eventalmente fora do tribunal com Showbiz concordando em pagar ao Pizza Time Theatre uma parte dos seus lucros na década seguinte.  Durante este período, Topeka Inn Management também mudou o seu nome para Brock Hotel Corporation e mudou a sua sede para Irving, Texas.  Ambos os restaurantes tiveram maior sucesso à medida que a indústria dos videojogos se tornou mais robusta,  e, para manter a competição, as duas franquias continuamente modificaram e diversificaram os seus espetáculos animatrônicos.

### Fusões e reestruturação

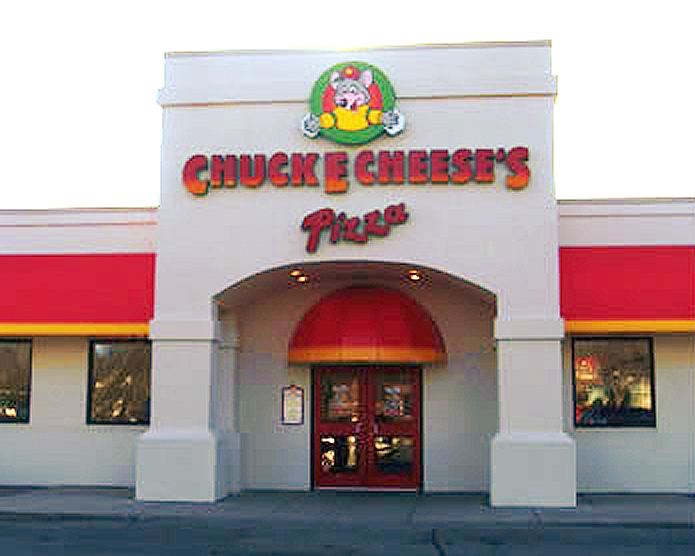
Um restaurante mais antigo com o agora extinto nome de Chuck E Cheese's Pizza

Em 1981, o Pizza Time Theatre tornou-se público; no entanto, a evolução da indústria de videogames e o crash dos videogames em 1983 resultaram em perdas significativas para o Pizza Time Theatre, que perdeu US $ 15 milhões em 1983. No início de 1984, as dívidas de Bushnell eram intransponíveis, resultando no arquivamento do Capítulo 11 da concordata da Pizza Time Theatre Inc. em 28 de março de 1984. Brock então comprou a empresa fundadora, finalizando a compra em maio de 1985 e fundindo as duas empresas de restaurantes na Showbiz Pizza Time Inc.
Após a fusão, as duas redes de restaurantes continuaram operando com os seus respetivos nomes, enquanto uma grande reestruturação financeira havia começado. Nesse período, a Creative Engineering começou a romper os laços com o ShowBiz Pizza Time (separando-se oficialmente em setembro de 1990), resultando na unificação das duas marcas. Em 1992, todos os restaurantes assumiram o nome de Chuck E. Cheese's Pizza. O nome foi então encurtado para Chuck E. Cheese's em março de 1995, após um conceito redesenhado. Em 1998, a Showbiz Pizza Time se renomeou CEC Entertainment, Inc. para refletir a marca da cadeia remanescente.  Desde então, a CEC Entertainment adquiriu propriedades adicionais de restaurantes familiares, incluindo 13 estabelecimentos da agora extinta Discovery Zone em 1999, e todos os locais da Peter Piper Pizza em outubro de 2014. Peter Piper Pizza ainda opera com esse nome.

### Expansão internacional
No início dos anos 1980, a franquia de restaurantes estreou-se na Austrália com o nome de Charlie Cheese's Pizza Playhouse. A mudança de nome teve a ver com o significado comum da palavra "chuck", que na Austrália é uma referência ao vocábulo "vomitar". Consecutivamente, a Pizza Time Theatre, Inc. também abriu pelo menos um restaurante em Hong Kong e Singapura, que fecharam pouco tempo depois como consequência da falência inicial da empresa em 1984.

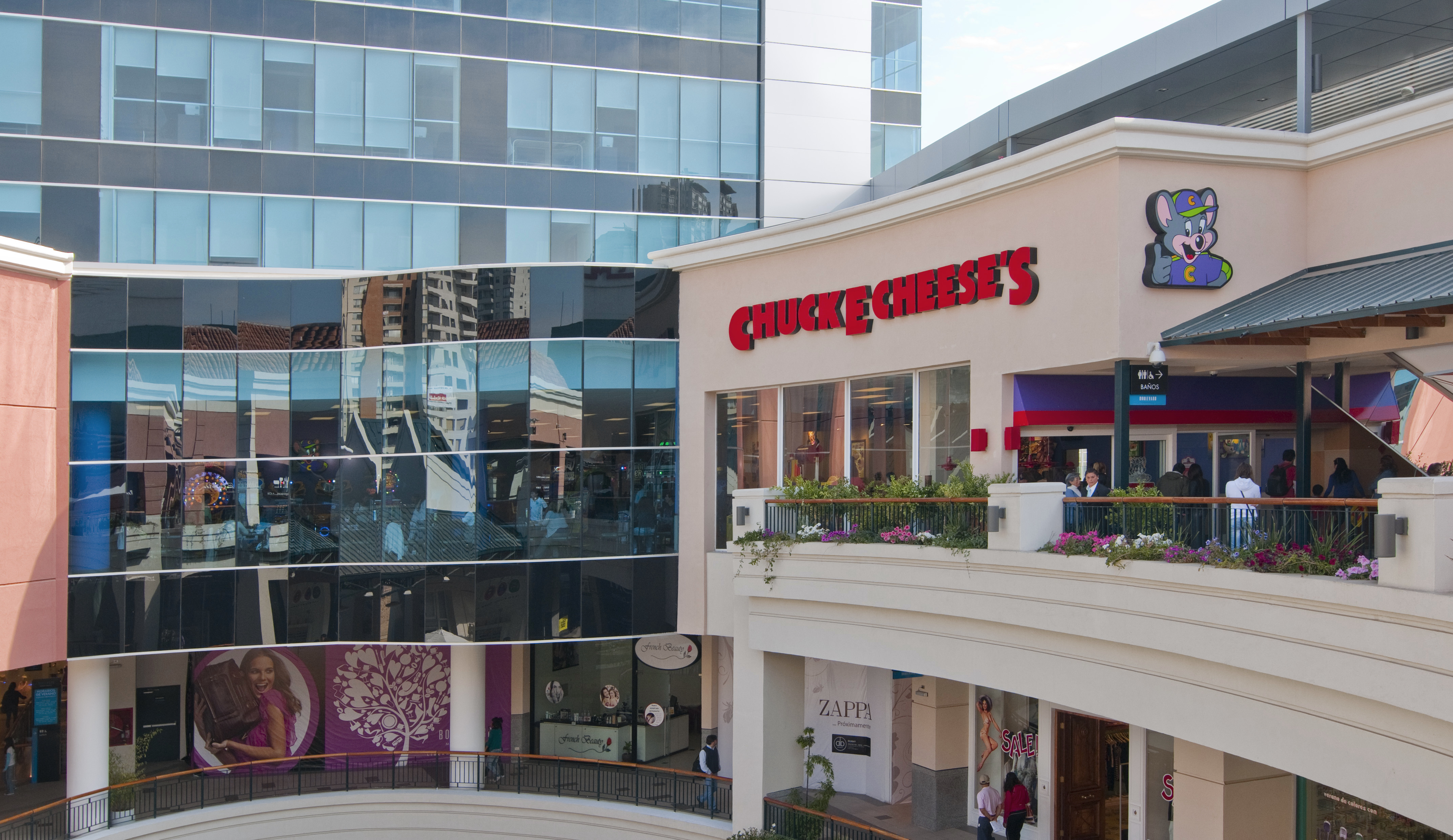
Chuck E. Cheese's Boulevard Marina em Viña del Mar, Chile

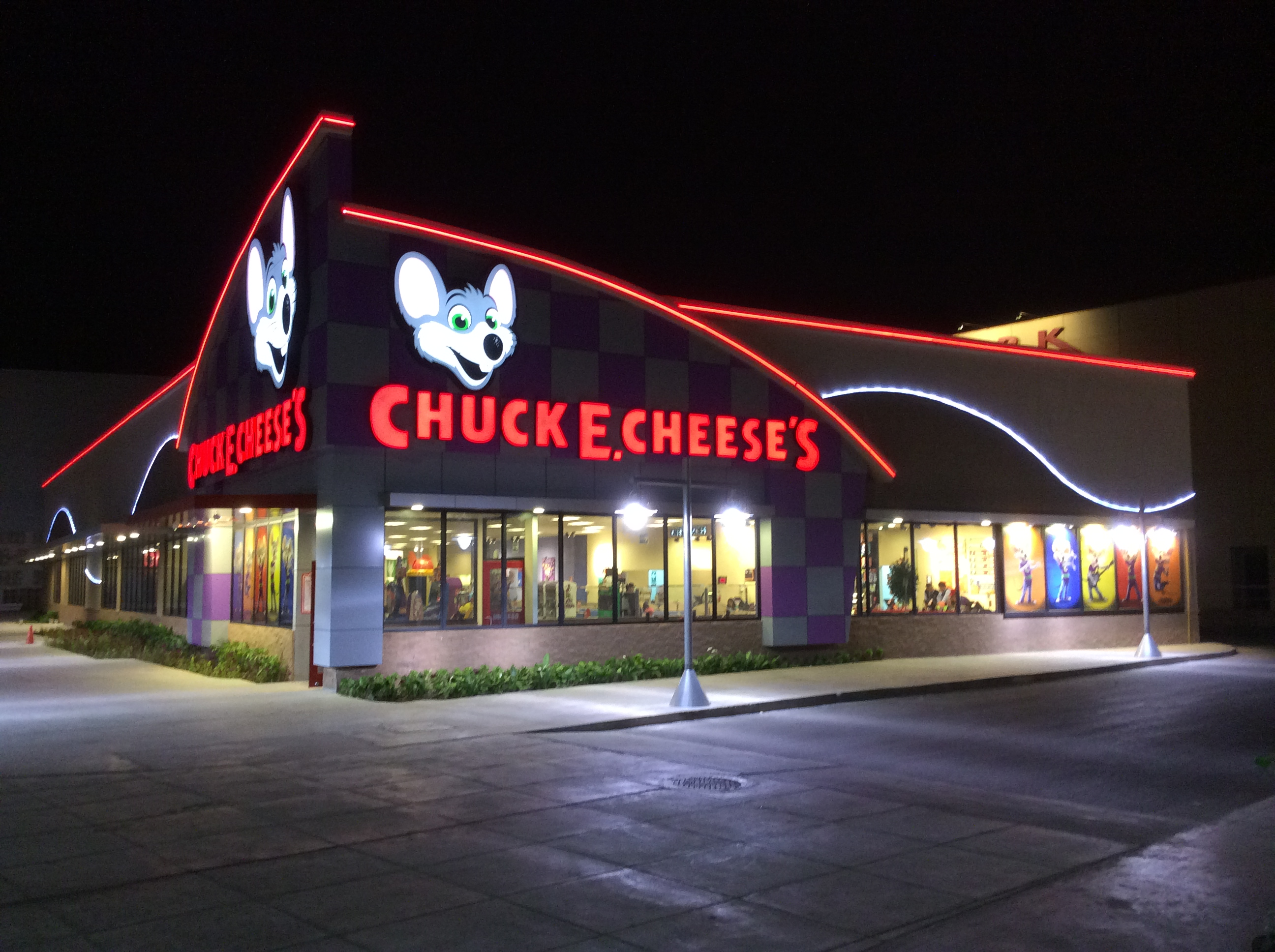
Mallplaza da Chuck E. Cheese em Trujillo, Peru

Em junho de 2020, Chuck E. Cheese estava operando 612 lojas corporativas e de franquia, bem como 122 restaurantes Peter Piper Pizza. Estão localizados em 47 estados nos Estados Unidos e em 16 países e territórios ao redor do mundo.

### Aquisição e redesenho moderno
Em 2012, a CEC estava a lugar contra diminuições da receita. Ela fez campanha de rebranding, transformando a mascote do rato num rato guitarrista estrela do rock. As vendas dos restaurantes no local continuaram a diminuir ao longo de 2013, mas as receitas de merchandising e bilheteira aumentaram.
Em fevereiro de 2014, a Apollo Global Management adquiriu a CEC Entertainment, Inc. por US $ 54 por ação, ou cerca de US $ 950 milhões. Em outubro de 2014, sob a Administração Global da Apollo, a CEC Entertainment anunciou que compraria o seu concorrente baseado em Phoenix, Peter Piper Pizza, da ACON Investments.
Em agosto de 2017, a empresa começou a testar um novo conceito de design em sete estabelecimentos remodelados (três em Kansas City, três em San Antonio, um em Selma, Texas) com a marca Chuck E. Cheese Pizzeria & Games. Esses locais apresentam uma decoração mais sofisticada com um esquema de cores internas "discretas", uma cozinha aberta, o sistema de cartas "Play Pass" para substituir os tokens de fliperama e o show animatrônico substituído por uma área de pista de dança. Essas mudanças, juntamente com a expansão das ofertas de alimentos, tinham o objetivo de ajudar a cadeia a ser mais atraente para os adultos e encorajar os jantares em família, em vez de ser principalmente um local de festas.
Em 2019, a corporação anunciou que abriria o capital na Bolsa de Valores de Nova York através de uma empresa de fachada, Leo Holdings Corporation, da qual  Apollo ainda deterá 51%. Bloomberg também relatou que, depois de se tornar pública, Chuck E. Cheese não teria mais animais animatrônicos como parte do entretenimento. A fusão proposta entre a CEC Entertainment e a LEO Holdings Corporation foi concluída a 29 de julho de 2019.

### Problemas financeiros
A pandemia COVID-19 tem sido financeiramente prejudicial à empresa detentora, com um valor estimado de US $ 1–2 bilhões em dívidas. Existe a possibilidade de todas as propriedades da CEC serem forçadas a fechar se o refinanciamento da insolvência falhar. CEC Entertainment pediu $ 200 milhões em empréstimos para financiar uma reestruturação sob proteção contra falência. Eles também entraram com uma petição voluntária nos termos do Capítulo 11 do Código de Falências no Tribunal de Falências dos Estados Unidos para o Distrito Sul do Texas em 25 de junho de 2020.

## Entretenimento

### Fliperama

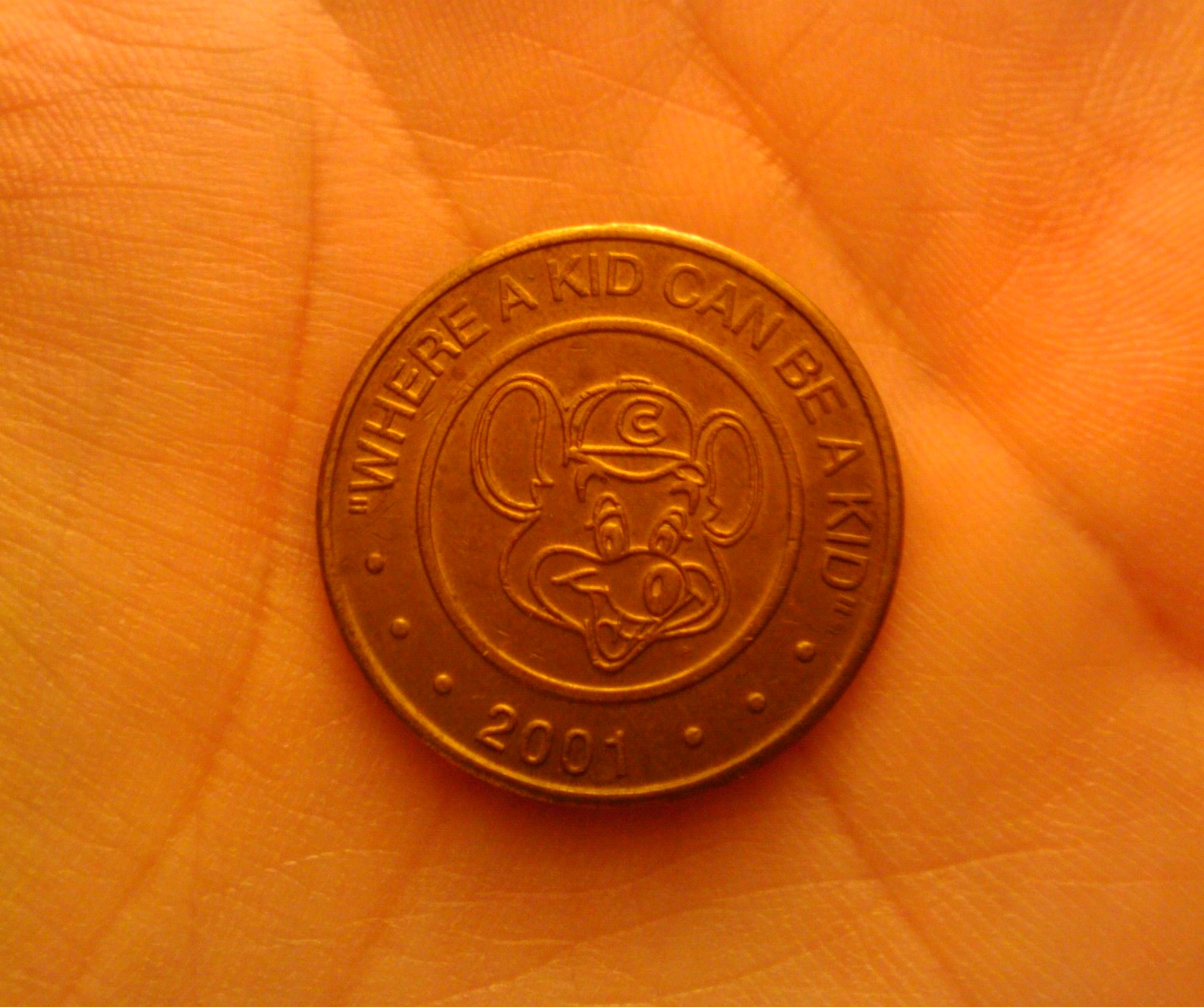
Uma ficha Chuck E. Cheese de 2001

Desde o início da empresa, um dos principais fatores atrativos para o negócio tem sido a oferta de fliperamas dentro dos restaurantes. No fliperama, os clientes podem jogar videogames operados por moedas ou jogos de resgate, sendo que o último envolve jogos de habilidade que recompensam os jogadores através de talões com base na pontuação. Os ingressos podem ser resgatados posteriormente em mercadorias, como doces e brinquedos.
Os jogos operados por moedas originalmente aceitavam fichas emitidas pela empresa, estampadas com vários logotipos e marcas que evoluíram com o tempo. A empresa experimentou um método de acesso por cartão em substituição dos tokens, que permitia aos clientes carregar créditos em um cartão que poderia ser deslizado para aceder a jogos de arcade e posteriormente recarregado. Ele foi testado com nomes diferentes, incluindo "Chuck E.'s Super Discount Card" e "Chuck E. Token Card".

### Personagens e animatrônicos

Animatrônico Chuck E. Cheese "Studio C Beta", 2017

Outra atração principal dos estabelecimentos desde seu início até meados da década de 2010 foram os seus shows animatrônicos. Historicamente, havia vários estilos diferentes de programas animatrônicos em uso na empresa, cujos detalhes variavam dependendo da data de inaguração, se tinha sido reformado, do espaço disponível para palcos animatrônicos, entre outros fatores. Com o passar dos anos, esses animatrônicos foram frequentemente complementados com (e nos últimos anos completamente substituídos por) personagens fantasiados .
Quando o primeiro restaurante foi inaugurado em 1977, as personagens animatrônicos eram apresentadas como bustos em retratos emoldurados pendurados nas paredes da sala de jantar principal. O show original apresentava Crusty The Cat (o primeiro personagem a enfrentar a aposentadoria, pois foi logo substituído por Munch em 1978), Pasqually, o chef cantor, Jasper T. Jowls, os Warblettes e o foco principal do show, Chuck E . Queijo. Em 1979, muitos restaurantes também adicionaram shows "Cabaret" em salas separadas de cada restaurante. Uma das primeiros personagens do Cabaret foi Dolli Dimples, um hipopótamo que tocava piano e cantava no estilo de blues/jazz da performer Pearl Bailey . O sistema de controle interno consistia em um controlador baseado em 6502 em uma gaiola de cartão com várias placas de driver e era chamado de "Cyberamics".
Enquanto Aaron Fechter produzia separadamente animatrônicos Rock-afire Explosion para ShowBiz Pizza no início dos anos 1980, Bushnell e Pizza Time Theatre continuaram a trabalhar em personagens para seu formato de retrato e novos shows de palco de performance em sacada sob a égide dos Pizza Time Players . Além disso, foram lançados mais espetáculos de Cabaret inspirados em artistas reais, como os Beagles (The Beatles), The Beach Bowsers (The Beach Boys) e The King (Elvis). Muitas das faixas usadas eram as dos artistas musicais originais. O desenvolvimento dos conceitos do Cabaret desacelerou muito após a falência da Pizza Time Theatre Inc. em 1984 e após a sua compra pelo ShowBiz um ano depois. De 1985 a 1990, a empresa resultante da fusão manteve suas marcas (e seus respectivos animatrônicos) maioritariamente separadas; O Cabaré de Bushnell e os personagens da varanda se divertiram no Pizza Time Theatre, e a Rock-afire Explosion continuou no ShowBiz.
Depois de Fechter se recusar a assinar os direitos da Explosão Rock-afire para o Showbiz Pizza Time, Inc., "Concept Unification" foi feita no início de setembro de 1990 e continuou até 1992, para eliminar as personagens de Fechter das locações do ShowBiz. Os animatrônicos usados para a banda Rock-ardente Explosão do ShowBiz foram refeitos como "Munch's Make Believe Band", com roupas de Chuck E., Jasper, Helen Henny, Munch e Pasqually substituindo os personagens Rock-afire de Fechter. Em meados da década de 1990,ao personagem Chuck E. Cheese começou a ver mudanças significativas no design. O colete (ou terno) e o chapéu-coco que ele usava desde o início foram trocados por um boné de beisebol, camisa casual e tênis opcionais numa tentativa de atrair um público mais jovem.
A partir de 1998, o show animatrônico instalado em novas lojas, conhecido como "Studio C", consistianuma única personagem animada de Chuck E. Cheese criada por Garner Holt ao lado de grandes monitores de televisão, efeitos de iluminação e elementos interativos. As outros personagens aparecem como fantoches nas telas de TV. O sistema de controle apelidado de "Cyberstar" foi redesenhado do zero e produzido por Dave Philipsen. O último estágio animatrônico produzido em massa para Chuck E. Cheese, "Circles of Light", estreou no início de 2012.

#### Eliminação de animatrônicos
Em julho de 2012, a mascote de rato de longa data foi rebatizada, mudando para um rato estrela do rock mais magro que toca guitarra elétrica. O ator de voz Duncan Brannan, que durante 19 anos caracterizou Chuck E. Cheese como um rato esperto de Nova Jersey, foi substituído por Jaret Reddick, o vocalista e guitarrista da banda de pop punk Bowling for Soup .
Em 2015, o palco "Chuck E. Live", que não apresentava nenhum animatrônico, uma pista de dança modernizada e apresentações apenas com personagens fantasiados, havia sido criado. Em 2017, a cadeia anunciou que os programas animatrônicos seriam totalmente removidos e substituídos por este  design em sete locais piloto. Depois dos estabelicementos piloto se mostrarem promissores, a retirada dos animatrônicos nas locações de Chuck E. Cheese acelerou e continuou até 2019, quando se esperava que 80 das suas lojas fossem adaptadas para o novo design. Desempenhos de personagens fantasiados ao vivo, particularmente do próprio personagem Chuck E. Cheese, ainda são amplamente usados hoje, mesmo em locais onde os animatrônicos foram eliminados.

## Comida
A pizza é o foco principal dos restaurantes do negócio, mas o cardápio também oferece outros itens, incluindo sanduíches frios, asas de frango, bufê de saladas e sobremesas. Adicionalmente, alguns locais da Chuck E. Cheese servem bebidas alcoólicas .
Em março de 2020, durante a pandemia de COVID-19, o restaurante começou a vender pizza, asas, sobremesas e outros através serviços de entrega de alimentos da marca virtual Pasqually's Pizza & Wings. O nome Pasqually vem de um membro da banda animatrônica de Chuck E. Cheese. Embora os alimentos vendidos por essa marca venham das mesmas cozinhas tradicionais de Chuck E. Cheese, a empresa afirma usar diferentes ingredientes e receitas que atendem a um público mais maduro. Praticamente todas as lojas Chuck E. Cheese nos Estados Unidos estão a vender e a entregar comida através desta marca virtual.